# Cacatoès à rectrices blanches
Zanda latirostris
Espèce
Statut de conservation UICN

 EN A2bcd+3bcd : En danger
Statut CITES
Répartition géographique
Le Cacatoès à rectrices blanches (Zanda latirostris) est une espèce d'oiseaux endémique du Sud-Ouest de l'Australie. C'est une espèce monotypique.

## Description

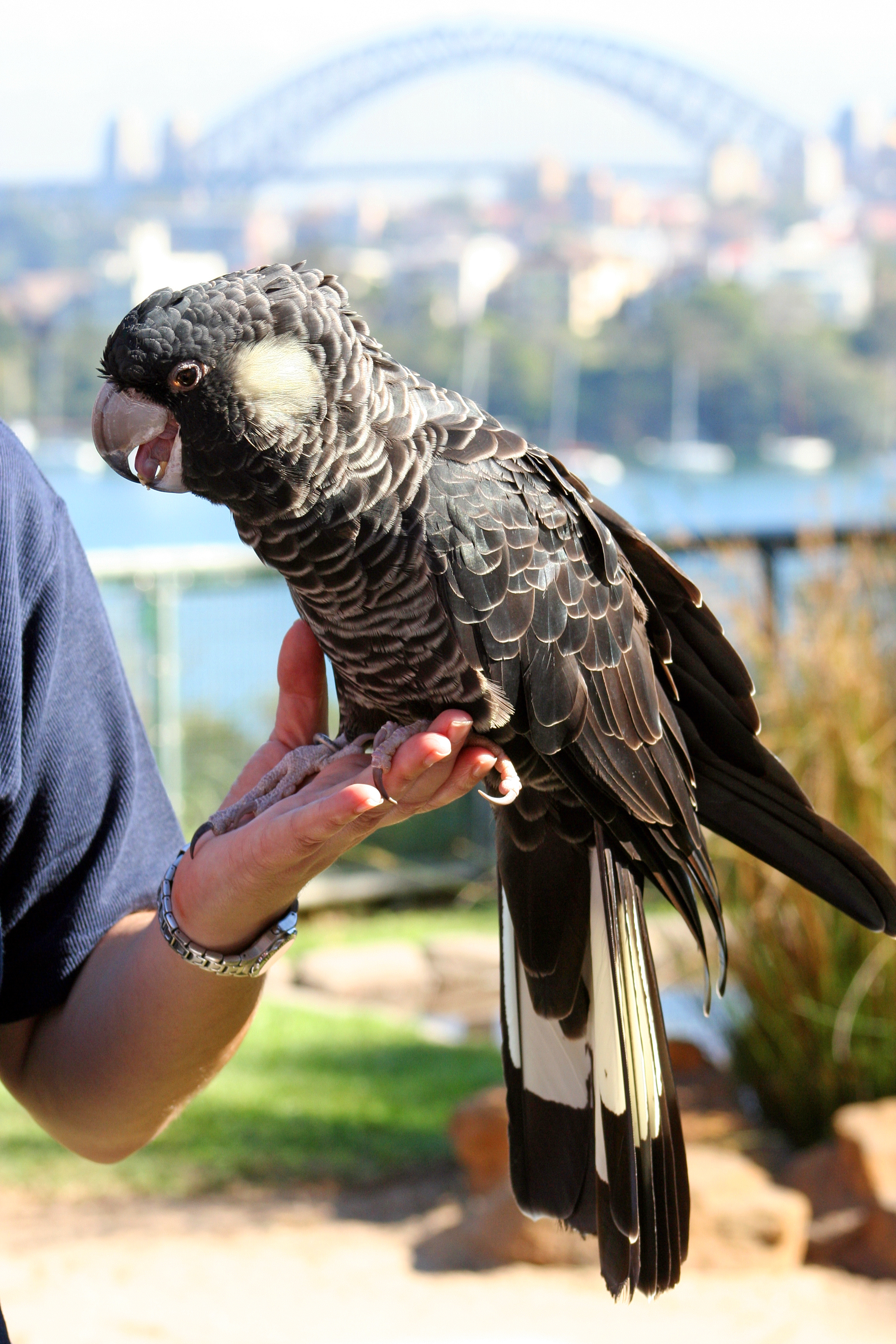
Une femelle.

Cet oiseau mesure 55 à 60 cm pour une masse de 580 à 770 g. Il présente un plumage à dominante noire.
Le dimorphisme sexuel est net : le mâle a le bec noir et les couvertures auriculaires blanc grisâtre tandis que la femelle a le bec corne et les couvertures auriculaires blanc pur.
Les immatures ressemblent aux femelles.

## Répartition et Habitat
Cette espèce vit entre 300 et 750 m d'altitude.

## Reproduction
La femelle pond un ou deux œufs. L'incubation dure 28 ou 29 jours. Les jeunes demeurent au nid 11 à 12 semaines.